# كريس إنغرام (سائق راليات)
كريس إنغرام (بالإنجليزية: Chris Ingram)‏ مواليد 7 يوليو 1994، هو سائق راليات بريطاني بدأ مسيرته في سنة 2014. نافس في بطولة الرالي الأوروبية.

## فرق مثلها
- بيجو